# More Than Words
More Than Words é uma canção da banda de rock Extreme. É a quinta faixa e o terceiro single do álbum Pornograffitti, de 1990. É uma balada construída em torno do trabalho do violão de Nuno Bettencourt e da voz de Gary Cherone (com harmonia vocal de Bettencourt). A canção é um desvio do estilo funk metal que permeia os discos da banda. Como tal, muitas vezes é descrito como "uma bênção e uma maldição" devido ao seu enorme sucesso e reconhecimento mundial, mas a banda acabou adotando-o e tocando-o em todos os shows.

## Single

### Faixas
CD maxi
1. "More Than Words" — 5:33
2. "Kid Ego" — 4:04
3. "Nice Place to Visit" — 3:16

7" single
1. "More Than Words (Remix)" — 3:43
2. "Nice Place to Visit" — 3:16

### Gráfico de desempenho
Em 23 de março de 1991, "More Than Words" entrou nos Billboard Hot 100 da UE, no número 81, e logo depois chegou a número 1. Também alcançou o número dois nas paradas britânicas, onde o grupo teve sucesso antes da sua descoberta americana. Embora tivessem feito alguns gráficos europeus antes, este trouxe a banda para o seu sucesso mainstream primeiro nos Estados Unidos. Extreme seguido "More Than Words" com outra balada, no entanto, "Hole Hearted", que foi ligeiramente mais rápido ritmo de "More Than Words", mas superou no número 4 nos Estados Unidos e número 3 no Canadá. Incontestavelmente "More than words" é um clássico, uma música inesquecível e está presente em qualquer lista das melhores músicas de todos os tempos.

### Desempenho nas Paradas de Sucesso e Certificações
| Parada (1991)                                    | Posição |
| ------------------------------------------------ | ------- |
| ARIA Charts                                      | 2       |
| Áustria                                          | 13      |
| Canadá                                           | 1       |
| SNEP                                             | 8       |
| Media Control Charts                             | 8       |
| Irish Singles Chart                              | 2       |
| RIANZ                                            | 1       |
| Noruega                                          | 4       |
| Suécia                                           | 4       |
| Suíça                                            | 3       |
| UK Singles Chart                                 | 2       |
| U.S. Billboard Hot 100                           | 1       |
| U.S. Billboard Hot Mainstream Rock Tracks        | 12      |
| U.S. Billboard Hot Adult Contemporary Tracks     | 2       |
| ARC Weekly Top 40                                | 1       |
| Parada (2000)                                    | Posição |
| U.S. Billboard Hot Adult Contemporary Recurrents | 20      |

| Fim de (1991)            | Posição |
| ------------------------ | ------- |
| Australian Singles Chart | 7       |
| Dutch Top 40             | 3       |
| Swiss Singles Chart      | 12      |
| U.S. Billboard Hot 100   | 7       |

| País           | Certificação | Data                   | Vendagem  |
| -------------- | ------------ | ---------------------- | --------- |
| Canadá         | platina      | 19 de Dezembro de 1991 | 100,000 + |
| Suécia         | ouro         | 21 de Novembro de 1991 | 10,000 +  |
| Reino Unido    | prata        | 01 de Agosto de 1991   | 200,000 + |
| Estados Unidos | ouro         | 17 de Maio de 1991     | 500,000 + |